# رندة السنيورة
رندة السنيورة (ولدت عام 1961 في فلسطين)، هي ناشطة حقوقية ونسوية فلسطينية عملت لثلاثة عقود على توثيق الانتهاكات الإسرائيلية لحقوق الإنسان في الأراضي الفلسطينية المحتلة. تعمل حالية مديرة لمركز المرأة للإرشاد القانوني والاجتماعي.

## تحصيلها العلمي
حاصلة على ماجستير في القانون الدولي لحقوق الإنسان من جامعة إسيكس بالمملكة المتحدة ودرجة الماجستير في علم الاجتماع والأنثروبولوجيا من الجامعة الأمريكية في القاهرة، وقد تناولت رسالتها عاملات النسيج الفلسطينيات في الضفة الغربية اللواتي عملن في خياطة وتسليم منتوجات لشركات إسرائيلية، وقد وظفت في هذه الدراسة نظرية التبعية لأرغيري إيمانويل وسمير أمين.

## حياتها المهنية
بدأت السيدة سنيورة حياتها المهنية باحثة قانونية ومنسقة لبرنامج حقوق المرأة في مؤسسة الحق (1987-1997)، وعملت في الأعوام 1997 إلى 2001 في العلاقات العامة والتمثيل القانوني لمركز المرأة للإرشاد القانوني والاجتماعي (WCLAC)، ثم عادت وتولت إدارة مؤسسة الحق في الأعوام 2001 إلى 2005. عملت من 2007 إلى 2015 مديرة تنفيذية للهيئة المستقلة لحقوق الإنسان (ICHR)، وهي منذ العام 2015 مديرة لمركز المرأة للإرشاد القانوني والاجتماعي.
ويقدم المركز رؤية نسوية تقوم على المساواة والعدالة الاجتماعية، ويعالج مشكلات العنف القائم على النوع الاجتماعي في المجتمع الفلسطيني في المجالين العام والخاص، ويوثق ما يسمى بجرائم الشرف، ويقدم خدمات مباشرة للنساء، بما في ذلك تقديم المشورة الاجتماعية والقانونية في القضايا الأسرية، ويقدم أيضًا الحماية الطارئة لضحايا العنف من النساء من خلال مرفق إيواء فريد في الضفة الغربية، كما يوثق التأثير الجنساني للانتهاكات الإسرائيلية للقانون الدولي لحقوق الإنسان والقانون الإنساني، وينتج وثائق مرفقة بالأدلة لأغراض الدعاوى الدولية، ويرفع التقارير إلى هيئات الأمم المتحدة. كما شاركت السنيورة في تدريب وتطوير مؤسسات وطنية لحقوق الإنسان أنشئت حديثًا في دول عربية مختلفة.
تعد سنيورة أول امرأة فلسطينية تخاطب مجلس الأمن حيث تحدثت عام 2018 عن العنف الذي تتعرض له المرأة الفلسطينية في الأراضي المحتلة، وقد شاركت سنيورة في الائتلاف النسائي الفلسطيني من أجل قرار مجلس الأمن رقم 1325، واختيرت من قبل وزيرة شؤون المرأة الفلسطينية لعضوية في اللجنة الوطنية لقرار مجلس الأمن رقم 1325.
عملت أيضًا متخصصةً في حقوق الإنسان مع منظمات غير حكومية تتناول الحكم الرشيد في الأرض الفلسطينية المحتلة، وهي عضو في شبكة المجتمع المدني "WPS" في فلسطين والتي نادت لانخراط النساء في عملية المصالحة بين فتح وحماس، وعضو في «مجموعة السلام العربي»

## كتابات (بالانكليزية)
- Palestinian Labor in a Dependent Economy: Women Workers in the West Bank Clothing Industry. Cairo Papers in Social Science, Vol. 12, Monograph 3. Cairo: American University in Cairo Press.
- 'Lobbying for a Palestinian Family Law: The Experience of the Palestinian Model Parliament: Women and Legislation'. Paper for the Conference on Islamic Family Law in the Middle East and North Africa, Amman, 2000.